# (1126) Otero
(1126) Otero – planetoida z pasa głównego asteroid okrążająca Słońce w ciągu 3 lat i 156 dni w średniej odległości 2,27 au. Została odkryta 11 stycznia 1929 roku w Landessternwarte Heidelberg-Königstuhl w Heidelbergu przez Karla Reinmutha. Została nazwana prawdopodobnie na cześć Caroliny Otero, znanej jako La Belle Otero, słynnej hiszpańskiej tancerki, aktorki i kurtyzany. Przed nadaniem nazwy planetoida nosiła oznaczenie tymczasowe (1126) 1929 AC.